# Melitaea ocellata
Melitaea ocellata är en fjärilsart som beskrevs av Skala 1907. Melitaea ocellata ingår i släktet Melitaea och familjen praktfjärilar. Inga underarter finns listade i Catalogue of Life.